# Pfarrhof (Unterelchingen)

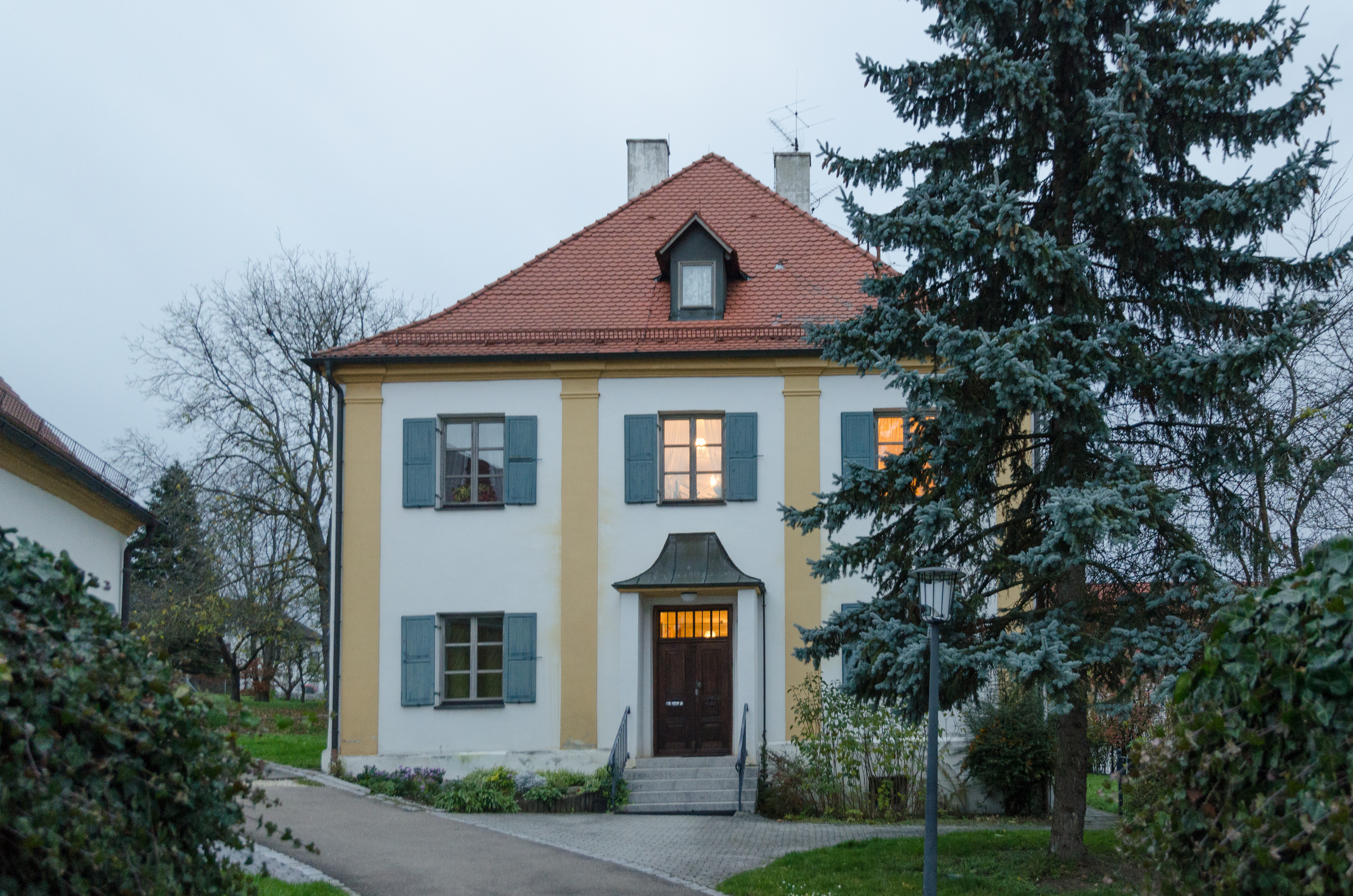
Pfarrhaus in Unterelchingen

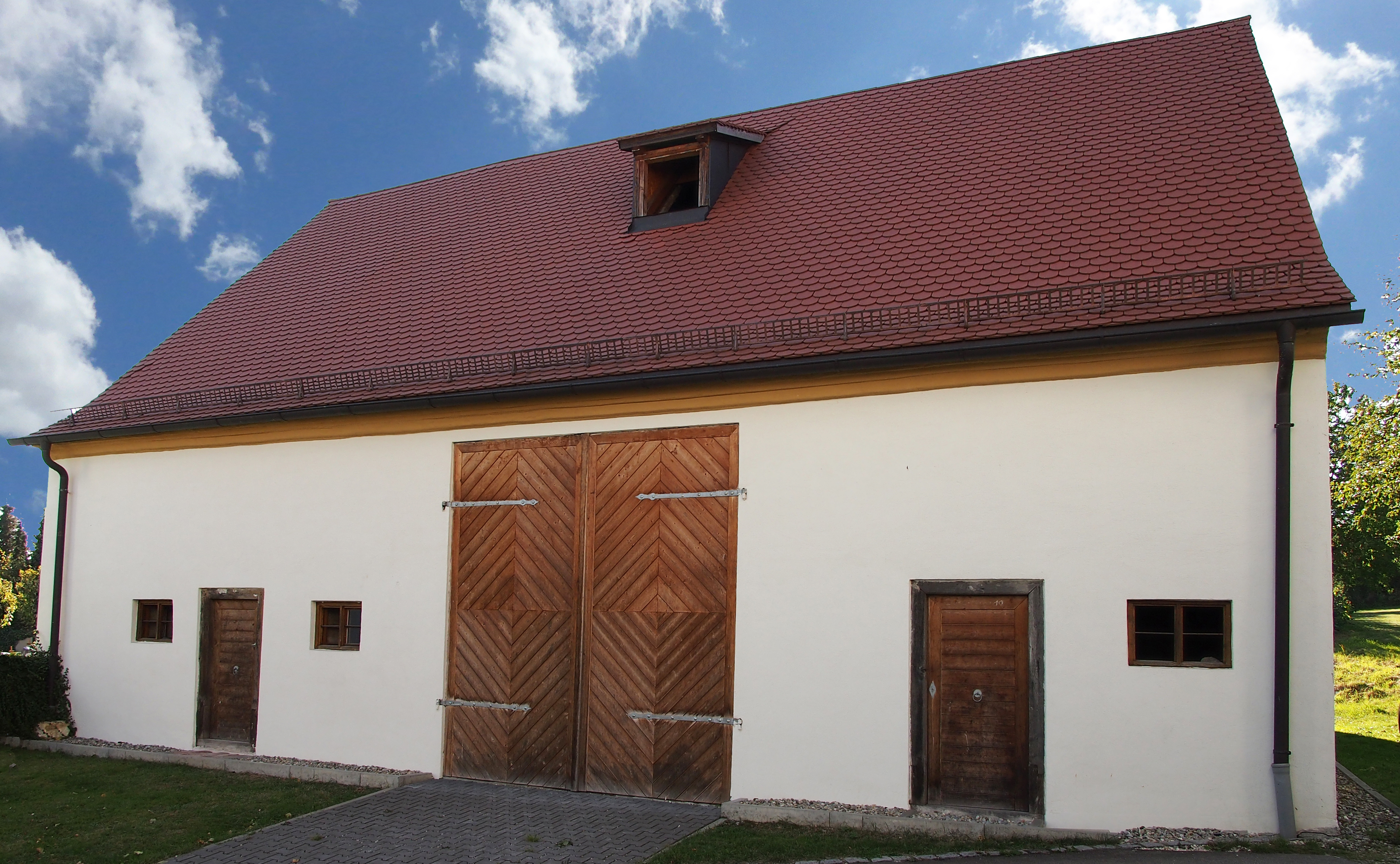
Pfarrstadel

Der Pfarrhof in Unterelchingen, einem Gemeindeteil von Elchingen im Landkreis Neu-Ulm im bayerischen Regierungsbezirk Schwaben, wurde im 18. Jahrhundert errichtet. Der Pfarrhof am Sankt-Michael-Weg 14, nördlich der katholischen Pfarrkirche St. Michael, ist ein geschütztes Baudenkmal.
Das zweigeschossige Pfarrhaus aus dem Jahr 1752 mit Walmdach und Pilastergliederung besitzt drei zu fünf Fensterachsen.
Der zugehörige Pfarrstadel und die Remise wurden in der zweiten Hälfte des 18. Jahrhunderts errichtet.